# Racconti romani
Racconti romani (bra Aconteceu em Roma) é um filme italiano de 1955, do gênero comédia, dirigido por Gianni Franciolini. O filme é baseado na obra homónima de Alberto Moravia.
É o primeiro filme italiano gravado em Cinemascope.

## Sinopse
Quatro jovens, Otelo, Mario, Spartaco e o seu líder Alvaro, recentemente saído da cadeia, onde passou seis meses por ter cortado uma camioneta, invejoso do dinheiro que estes trabalhadores por conta própria faziam, decidem dedicar-se precisamente a isso, comprarem uma camioneta. Tentam arranjar o dinheiro para a primeira prestação trabalhando nos mais variados ofícios, mas não conseguem. Um dia encontram um escritor de baixo nível (Totò) e entram num esquema para enganar um advogado (Vittorio De Sica).[carece de fontes?]